# Viktor Esbensen
Viktor Esbensen (Vadsø, 11 marzo 1881 – Oceano Atlantico, 29 gennaio 1942) è stato un navigatore e baleniere norvegese, famoso per la sua esplorazione della regione antartica effettuata assieme al suocero, l'esploratore e baleniere Carl Anton Larsen, volta soprattutto a cercare nuovi luoghi di caccia.

## Famiglia
Nato da Peder Esbensen (1842-1897) e da Karen Cappelen Berge (1849-1892), una volta persi i genitori fu adottato dalla famiglia Larsen, con cui andò a vivere a Sandefjord. Nel 1907, a Ullern, sposò Elvina Adeline Birgithe Larsen (1884-1956) figlia dell'armatore e baleniere Carl Anton Larsen, e si trasferì con lei a Bærum, diventando negli anni padre di sei figli.

## Carriera
Subito dopo aver terminato gli studi di scuola media inferiore, Esbensen fu educato da primo ufficiale di bordo e da capitano navale e prese quindi parte alla spedizione antartica svedese (conosciuta anche come "Spedizione Nordenskjöld-Larsen") del 1901-04, a bordo della baleniera Antarctic, comandata proprio da suo suocero. Quando nel febbraio 1904 Larsen, con fondi inglesi, argentini e norvegesi, fondò la Compañía Argentina de Pesca, la prima azienda di baleneria antartica, Esbensen ne divenne un manager e fu quindi tra i fondatori, nel novembre 1904, dell'insediamento di Grytviken, sull'isola della Georgia del Sud. Quello di Grytviken, che divenne attivo nella produzione dell'olio di balena già dal 24 dicembre dello stesso anno, fu il primo centro in Antartide dedicato alla pesca, alla raccolta e alla lavorazione delle balene.
Allo scoppio della seconda guerra mondiale, Esbensen fu nominato capitano della nave norvegese SS Bjørnvik. Essendo arrivata il 3 aprile nel porto della cittadina scozzese di Methil, la nave riuscì a evitare di essere coinvolta nell'invasione tedesca della Norvegia del 9 aprile, continuando a prestare servizio per il Regno Unito. La mattina del 27 gennaio 1942, la Bjørnvik, in viaggio da Newport a Fowey con un carico di combustibile, si unì a un convoglio di altre navi ma, a causa delle pessime condizioni meteo, perse i contatti la sera dello stesso giorno e, nel pomeriggio del giorno seguente, fu attaccata a affondata da aerei tedeschi al largo delle coste di Falmouth, in Cornovaglia. La nave fu colpita da cinque bombe e affondò in poco più di un minuto portandosi dietro la maggior parte del suo equipaggio (si salvarono solo il primo ufficiale, un fuochista e un artigliere), incluso Esbensen, che fu ufficialmente dato per morto il 29 gennaio.